# Antisialagog
Antisialagog és aquell agent o substància que impedeix o disminueix la secreció de la saliva. L'atropina, principi actiu que conté la belladona, és un d'aquests agents.